# Pesty László
Pesty László (Budapest, 1964. szeptember 11. –) magyar filmrendező és producer, a Pesty Fekete Doboz vezetője, korábban a Fekete Doboz tagja.

## Pályafutása
A Piarista Gimnáziumban érettségizett, jogászként végzett az ELTE-n. Itt rövid időn belül csatlakozott a Vizuális Műhelyhez, melyet Péterffy András filmpedagógus vezetett. Tőle tanulta meg a szakma alapjait. Már ekkor minden idejét a filmtudománynak és a filmkészítésnek szentelte. Rábízták az egyetem filozófiai diákkörének vezetését, amelyből gyorsan másként gondolkodó műhely lett, mivel ellenzéki értelmiségieket hívott előadni és dobozba rakott, tiltott filmeket vetített. A Fidesz alapítóival az egyetemen ismerkedett meg, a kari büfében írta alá a pártba lépési nyilatkozatot. A jogi kar mellett 1989-ben elvégezte az ELTE média szakát is.
1986-ban Ulisszesz címmel elkészítette első dokumentumfilmjét, egy nehéz sorsú mozgássérült fiú naturalista portréját. A film elismerést váltott ki szakmai körökben is, így meghívták a Balázs Béla Stúdióba, ahová addig leginkább csak filmes diplomával lehetett bekerülni.
Az egyetemi időkben részt vett a 80-as évek szamizdat kiadványainak terjesztésében, és egy hatfős csapattal (amelynek külsős tagja volt Mécs Mónika is) megalapította a Fekete Doboz szerkesztőségét, amely úgynevezett audiovizuális szamizdat termékeket készített. Első kiadványuk volt a Civil technikák 1988-ban, amely a Fidesz megalakulását és első néhány hónapját dokumentálta. Videófolyóiratként működtek, anyagaikat VHS-kazettákon periodikusan jelentették meg, amelyeket 5-600 példányban terjesztettek. Többnyire olyan eseményekről forgattak, amelyekről a hivatalos média nem számolt be – új pártok megjelenéséről, a rendszerváltó mozgalmakról és tüntetésekről. Munkásságuk egyedülálló: a rendszerváltás legfontosabb pillanatait örökítették meg mozgóképen, így a kezdődő demokratikus ellenzéki tüntetéseket, tiltakozásokat, rendőrtámadásokat, az új demokratikus pártok megalakulásának pillanatait, de talán a legjelentősebb ezek közül az Ellenzéki Kerekasztal egyébként nem sajtónyilvános üléseinek dokumentálása volt, amely a rendszerváltás egyik legfontosabb filmes anyaga.
Roma témákat a miskolci „cs” lakások sztoriját bemutató 1989-es dokumentációs projektje óta dolgoz fel. Ebben dokumentálja, hogy a kommunista városi vezető csökkentett komfortfokozatú lakásokba akarta kitelepíteni a romákat, lényegében gettóba. A forgatott nyersanyagból végül nem lett film, ugyanakkor célját elérte: a publicitástól tartva a tervet végül elvetették.
Haditudósítóként a jugoszláv háború idején négyszer járta meg Szarajevót, egyszer Eszéket, de az orosz–csecsen háborúban is forgatott a csecsen gerillákról.
A Fekete Doboz szerkesztősége 1990 őszéig dolgozott együtt; feloszlásakor Pesty László megalapította a Pesty Fekete Dobozt, mely néven azóta is folyamatosan készít filmeket. A 90-es évek első felében még nem volt médiapiac, egyetlen országos televízió létezett, az állami Magyar Televízió, voltak azonban kis kábeltelevíziók már, és Pesty olasz minták alapján meghonosította az úgynevezett „biciklis tévét”. A csapatával legyártott tartalmakat motoros futárok vitték el az ország különböző pontjain működő kábeltelevíziók részére, és így gyakorlatilag sikerült elérni, hogy megkerülve az állami tévét, egyszerre menjen le az adásuk.
A 80-as évek végén nemcsak hogy végigdokumentálta a rendszerváltás fontosabb eseményeit, de részt is vett bennük. Forgatott Prágában, az 1989-es tüntetések idején, ahol néhány napra börtönbe is került, a forgatott nyersanyagot viszont sikerült kimenekíteni a hatóságok kezéből. Ekkor értesült a Fekete Dobozról az egész magyar nyilvánosság. 1990 januárjában ellenzéki társaival együtt feltárta a Dunagate-ügyet.
Az orosz kultúra iránti szeretete is a 80-as évekbe nyúlik vissza. Először mint joghallgató 1986-ban utazott Moszkvába és az akkori Leningrádba, eredetileg azzal a céllal, hogy a szovjet jogot tanulmányozza, de ehelyett inkább az orosz képzőművészettel és filmművészettel ismerkedett. Ez a „kulturális sokk” egy életre meghatározta az orosz kultúrához, történelemhez való viszonyát. A Pesty Fekete Doboz munkatársaival együtt 1995-ben irodát alapított Moszkvában azzal a céllal, hogy dokumentumfilmeket készítsenek az orosz kultúráról és életstílusról. Az ebben az időszakban készített két legfontosabb filmje az orosz börtönök életét és a Bulgakov-házat mutatta be. 1999-ben forgatott filmet az Estonia komphajó máig tisztázatlan balesetéről.
A TV2 létrejöttekor munkatársaival az új kereskedelmi televíziós társasággal leszerződve több műfajban is alkotott – például 1997 és 2002 között ők gyártották a közszolgálati jellegű Gyökereink című kisebbségi magazint, de a népszerű, inkább bulvárjellegű Forró nyomon is az ő műsoruk volt. 1998 és 2002 között a közszolgálati MTV-ben állandó, politikamentes műsora volt Pesty Fekete Doboz címmel, amelyben emberi történeteket mutatott be a világ minden tájáról. Ekkor tanulják ki, hogy mit is jelent az igazi kereskedelmi televíziózás, amikor is csak a nézettség számít.
A 90-es években új erőre kap Magyarországon is a skinheadmozgalom, megalakul a Világnemzeti Népuralmista Párt, amelynek vezetőjét, Szabó Albertet Pesty másfél éven át követi kamerájával. Filmje betekintést enged a skinheadek, újnácik életébe. Szintén a 90-es években A bomlás virágai 1–2. (1995) címmel filmet készít az orosz börtönök kemény valóságáról; a filmben elhangzó dalok szövegét Bereményi Géza írta. Ezen kívül ebben a korszakban készülő két jelentősebb filmnek is producere: az egyik a Magyarországra költöző, akkor még ismeretlen kínai betelepülőkről szól (Kínaiak Magyarországon), a másik a székely identitásról (Földiek).
A 2000-es évek elején kezdett hajléktalan drogosokkal foglalkozni; több filmet is készített ebben a témában, főleg heroinistákról, intravénás droghasználókról. Az úgynevezett „Dzsánki”-trilógia első részében, a Budapest, végállomásban (2004) három drogos mindennapjait mutatja be. Egy évvel később Egy nap címmel készíti el a második részt, amelyben az egyik főszereplője börtönbe vonulása előtti egy napját követi végig. A trilógia utolsó, befejező részének megjelenését 2021-re tervezték, Végtelen történet címmel.
1998 és 2002 között a Pesty Fekete Doboz kéthetente jelentkezett rendszeresen a képernyőkön. A legkeményebb terepeken forgattak, például Chicago rettegett, úgynevezett „fekete gettójában” két katolikus papról, São Paulóban 12 éves drogos prostituáltakról, az Észak-Koreában dúló elképesztő agymosásról, a Nyugat-Szaharában tevékenykedő, menekülteket segítő baptista tevékenységről, a szcientológusokról és a Jehova tanúiról.
Feleségétől, Nagy Kati rendezőtől elvált.

## PR- és marketingtevékenysége
2002-ben kezdett először komolyan foglalkozni webes kommunikációval, webmarketinggel, SEO-val, e-mail-marketinggel, domainbrókerkedéssel. Eközben ismét a politika felé fordult. Az Egy hiteles ember című filmjében Gyurcsány Ferencet mutatja be, a Tolvajok idejében Bajnai Gordon libatenyésztőkkel kapcsolatos felelősségét firtatja, míg a Megsebzett ünnepben a 2006-os események rendőri túlkapásait veszi górcső alá. A 2006-os önkormányzati választások során Tarlós István kampányfőnökeként dolgozott. Ekkor született meg az az egyedi, markáns politikai arculat, akit ma Tarlós Istvánként ismerünk. 2007-től részt vesz az akkor ellenzékben dolgozó Orbán Viktorról szóló internetes sorozat készítésében OVTV címmel, amelynek ő a szerkesztője, riportere és részben producere. Ekkor hozta létre a Visual Factory Kft.-t.
2010 után kissé visszavonul: a háttérben webes marketinggel foglalkozik leginkább, de kommunikációs tanácsadóként és filmesként is dolgozik. Folytatja a drogosokról készülő sorozatát. 2012-ben kis időre visszatér a Pesty Fekete Doboz című tévéműsora az M1 csatornára, és elkészíti Cigányút című filmjét, amelyben roma értelmiségiek gondolkodnak arról, hogy vajon a romák helyzetének javításáért ők maguk is tehetnének-e többet. Ezután forgatja le a cigányholokausztot feldolgozó hiánypótló filmjét Töredék életek (2016) címmel.
2020 januárjában felkérést kap Székelyföldről, hogy segítsen aláírásokat gyűjteni a székelyek európai uniós kezdeményezésében, amelynek célja, hogy az EU egyik legnagyobb támogatási kerete, a kohéziós politika kezelje kiemelt figyelemmel az unió nemzeti régióit. Félig székely származása miatt (édesanyja és családja 1944-ben menekült Csíkszeredából Budapestre) is teljes hévvel indítja el a kampányt, és gyakorlatilag a nulláról, az amerikai típusú fundraising mintájára sikerül megoldania a kampány finanszírozását. A stáb helyzetét nehezíti a koronavírus okozta járványhelyzet: a kampány beszorul az online térbe, de az ügy mellé áll lényegében minden politikai erő a Gyurcsány Ferenc vezette DK kivételével, és példátlan nemzeti összefogással gyakorlatilag öt hét alatt mintegy 800 000 online aláírás gyűlik össze. Lélektani sikert érnek el, mert bár az alsó limit, az egymillió aláírás összegyűlik, de a hét országból csak három teljesíti a szükséges minimumot. Az aláírásgyűjtést a koronavírus-járvány miatt az EU meghosszabbítja, így november 7-éig még lehetőség volt összeszedni a hiányzó négy országból a szükséges aláírásszámot.
Pesty kampányfőnöki tevékenysége mellett 2008 óta rendszeres vendége a Hír TV különféle vitaműsorainak, 2018 őszétől pedig a Hír tv Szabadfogás, később pedig a Publi Café című műsorának is állandó vendége.

## Filmjei
- Ulisszesz (1986)
- Kínaiak Magyarországon (1991)
- Földiek (1995)
- Bodymodification és vámpírok
- Kommandósok a dzsungelben
- Albert és testvérei
- Budapest, végállomás (2004)
- Honlap
- Egy nap (2005)
- Tél volt… – Tőkés László-portré (2005)
- A bomlás virágai 1–2. (1995)
- Egy hiteles ember (2006)
- Megsebzett ünnep (2006)
- Szekták
- Tánczos Gábor
- Tolvajok ideje (2010)
- Cigányút (2012)
- Töredék életek (Poraimos) (2016)

## Díjai
- Magyar Televízió nívódíja (2001)
- Kamera Hungária Esélyegyenlőségi díj (2004)
- A Magyar Köztársasági Érdemrend lovagkeresztje (2005)[2]
- Pongrátz Gergely-érdemérem (2017)
- A Magyar Érdemrend tisztikeresztje (2021)[3]